# Peristylus carolinensis
Peristylus carolinensis är en orkidéart som först beskrevs av Rudolf Schlechter, och fick sitt nu gällande namn av Takasi Tuyama. Peristylus carolinensis ingår i släktet Peristylus och familjen orkidéer. Inga underarter finns listade i Catalogue of Life.